# Вільська сільська рада
Вільська сільська рада — колишній орган місцевого самоврядування Вільської сільської територіальної громади Черняхівського району Житомирської області України з розміщенням у с. Вільськ та колишня адміністративно-територіальна одиниця і орган місцевого самоврядування у Черняхівському районі Волинської округи, Київської і Житомирської областей Української РСР та України з адміністративним центром у с. Вільськ.

## Склад ради

### VII скликання
Рада складається з 14 депутатів та голови. Перші вибори до ради громади та голови громади відбулись 18 грудня 2016 року. Було обрано 13 з 14-ти депутатів: 10 — самовисуванці, двоє — представники «Батьківщини» та один — партія «Наш край».
Головою громади обрали самовисуванця Петра Бєлого, члена політичної партії «Конкретних справ», тодішнього Ксаверівського сільського голову.
8 січня 2017 року відбулось повторне голосування з виборів депутата від 3-го одномандатного округу. Перемогу здобув позапартійний самовисуванець Руслан Свірчевський, зубний лікар Черняхівського ТМО.

## Керівний склад сільської ради
| ПІБ                         | Основні відомості                                                                                  | Суб'єкт висування           | Дата обрання | Дата звільнення |
| --------------------------- | -------------------------------------------------------------------------------------------------- | --------------------------- | ------------ | --------------- |
| Гересняк Ірина Мічеславівна | Сільський голова, 1959 року народження, освіта вища, член Комуністичної партії України             |                             | 26.03.2006   | 31.10.2010      |
| Гересняк Ірина Мічеславівна | Сільський голова, 1959 року народження, освіта вища, член Комуністичної партії України             | Комуністична партія України | 31.10.2010   | 27.10.2015      |
| Гересняк Ірина Мічеславівна | Сільський голова, 1959 року народження, освіта вища, безпартійна                                   | Самовисування               | 27.10.2015   | 18.12.2016      |
| Бєлий Петро Віталійович     | Сільський голова, 1965 року народження, освіта професійно-технічна, член партії «Конкретних справ» | Самовисування               | 18.12.2016   | 25.10.2020      |

Примітка: таблиця складена за даними джерела

## Історія
Створена 1923 року в складі сіл Вільськ, Іванків, слободи Верболози-Тригурці, колоній Вільська Садиба, Краснище Пулинської волості Житомирського повіту Волинської губернії. 7 березня 1923 року увійшла до складу новоствореного Черняхівського району Житомирської (згодом — Волинська) округи. 11 квітня 1934 року, відповідно до постанови Київського облвиконкому «Про утворення Іванківської сільради Черняхівського району», с. Іванків включене до складу новоствореної Іванківської сільської ради Черняхівського району. Станом на 1 жовтня 1941 року на обліку числяться хутори Дідушанка та Лошак; слоб. Верболози-Тригірці та кол. Вільська Садиба не перебувають на обліку населених пунктів. Станом на 1 вересня 1946 року на обліку значиться х. Перемога; х. Дідушанка не перебуває на обліку населених пунктів;сільська рада входила до складу Черняхівського району Житомирської області, на обліку в раді перебували села Вільськ, Краснище та хутори Лошак і Перемога.
11 серпня 1954 року, внаслідок виконання указу Президії Верховної ради УРСР «Про укрупнення сільських рад по Житомирській області», до складу ради приєднано с. Щербини та х. Щербинівка ліквідованої Щербинівської сільської ради Черняхівського району. 29 червня 1960 року с. Краснище зняте з обліку, х. Лошак приєднано до с. Вільськ.
Станом на 1 січня 1972 року сільська рада входила до складу Черняхівського району Житомирської області, на обліку в раді перебували села Вільськ, Перемога, Щербини та Ялинівка.
До 28 грудня 2016 року — адміністративно-територіальна одиниця у Черняхівському районі Житомирської області, площею території 58,117 км² та підпорядкуванням сіл Вільськ, Перемога, Щербини та Ялинівка.
У 2020 році, відповідно до розпорядження Кабінету Міністрів України № 711-р від 12 червня 2020 року «Про визначення адміністративних центрів та затвердження територій територіальних громад Житомирської області», територію та населені пункти Вільської сільської територіальної громади включено до складу Оліївської сільської територіальної громади Житомирського району Житомирської області.

### Населення
Кількість населення ради, станом на 1923 рік, становила 2 622 особи, кількість дворів — 575.
Відповідно до результатів перепису населення СРСР, кількість населення ради, станом на 12 січня 1989 року, становила 1 327 осіб.
Станом на 5 грудня 2001 року, відповідно до перепису населення України, кількість мешканців сільської ради становила 1 059 осіб.